# 细脆蛇
细脆蛇（学名：Ophisaurus gracilis）为蛇蜥科脆蛇属的爬行动物，俗名脆蛇、碎蛇。在中国大陆，分布于广西、四川、贵州、云南、西藏等地，常见于海拔1000米左右的山坡干旱地以及多栖息在石块下或树根及倒伏枯树下的缝穴中。该物种的模式产地在印度卡西丘陵。
其种加词来源于拉丁文“gracilis”，意为“纤细的”。